# Impotencja
Uzasadnienie: Artykuły dotyczą tego samego zagadnienia.
Impotencja, niemoc płciowa, zaburzenia erekcji – dysfunkcja seksualna występująca u mężczyzn, objawiająca się brakiem erekcji lub ejakulacji mimo podniecenia i satysfakcjonującej gry wstępnej. Występuje najczęściej u mężczyzn powyżej 50. roku życia, ale zdarza się też wcześniej. Impotencję można podzielić na pierwotną i wtórną (występującą po okresie prawidłowego funkcjonowania seksualnego).
Po konferencji amerykańskich Narodowych Instytutów Zdrowia z 1992 roku zalecono, aby stosowany dotychczas powszechnie termin „impotencja” zastąpić określeniem „zaburzenia erekcji”. W roku 1999 na pierwszych międzynarodowych konsultacjach Światowej Organizacji Zdrowia (WHO) na temat zaburzeń wzwodu potwierdzono to zalecenie. Powodem tych zmian był fakt, że „zaburzenia erekcji” to precyzyjniejszy pod względem medycznym termin, który w odróżnieniu od „impotencji” nie posiada negatywnego i ironicznego zabarwienia.

## Epidemiologia
Szacunkowo około 1 na 10 mężczyzn w wieku między 21. a 75. rokiem życia ma problemy związane z zaburzeniami erekcji. 5-20% ogółu mężczyzn dotykają umiarkowane i ciężkie postaci impotencji. Znane są następujące dane dotyczące skali tego problemu, zamieszczone w Raporcie Kinseya z 1948 roku: 
- 1% mężczyzn poniżej 19 roku życia
- 3% mężczyzn poniżej 45 roku życia
- 7% mężczyzn poniżej 55 roku życia
- 25% mężczyzn poniżej 75 roku życia

Z późniejszych badań The Baltimore Longitudinal Study of Aging z przełomu lat 70. i 80. XX wieku wynika, że częstotliwość występowania tej przypadłości wzrasta wraz z wiekiem i obejmuje kolejno: 
- 8% populacji mężczyzn około 55 roku życia i mniej
- 25% populacji mężczyzn około 65 roku życia
- 55% populacji mężczyzn około 75 roku życia
- 75% populacji mężczyzn powyżej 80 roku życia.

## Klasyfikacja
Niektórzy autorzy przyjmują też szerszą definicję wychodzącą poza zaburzenia erekcji męskiego prącia, rozumiejąc przez impotencję zaburzenia potencji seksualnej. Zgodnie z rozszerzoną definicją wyróżnia się wówczas: 
- impotencję generatywną – zaburzenia płodności
- impotencję erektywną – zaburzenia erekcji
- impotencję orgastyczną – zaburzenia wytrysku i orgazmu.

Impotencję różnicuje się na dwa podstawowe rodzaje o różnym podłożu: 
- podłoże psychiczne

Psychogenna impotencja może wynikać z zahamowania reaktywności seksualnej spowodowanego zgeneralizowanym lękiem przed seksualnością, kompleksami (np. kompleks małego członka), lękiem – przed zapłodnieniem partnerki i niechcianą ciążą, poczuciem winy lub grzechu, zaburzeń rozwoju psychoseksualnego, stresem w pracy itp. Zazwyczaj w szczególnych okolicznościach (marzenia senne, masturbacja, seks z inną partnerką) reakcje genitalne przebiegają prawidłowo. Ten rodzaj impotencji spotykany jest najczęściej u młodych mężczyzn, których życie seksualne dopiero zaczyna się rozwijać.
- podłoże fizyczne

Impotencja somatogenna (zwana też organiczną) występuje, gdy chory zazwyczaj nie jest w stanie osiągnąć erekcji z powodu wieku bądź choroby, lub są stwierdzone organiczne zmiany chorobowe.
O zaburzeniu można mówić tylko wówczas, gdy trudności współżycia powtarzają się wielokrotnie mimo istnienia dobrej relacji emocjonalnej między partnerami w dłużej trwającym związku. Pojawienie się takich objawów w epizodycznych kontaktach seksualnych, szczególnie gdy towarzyszy im silne napięcie, jest na ogół zjawiskiem normalnym, wynikającym z przeżywanego stresu. Impotencja jest zaburzeniem niezwykle wstydliwym dla mężczyzn, dlatego rzadko udają się do lekarza specjalisty, co jest błędem, ponieważ obecna medycyna jest w stanie w wielu wypadkach przywrócić choremu erekcję.
Na podstawie przyczyn tej dysfunkcji można wyróżnić: 
- impotencję na tle krążeniowym – związaną z chorobami układu sercowo-naczyniowego (obecnie najczęściej rozpoznawaną)
- impotencję na tle neurogennym – związaną z urazami i chorobami kręgosłupa, w którym znajduje się ośrodek erekcji
- impotencję na tle hormonalnym – związaną najczęściej ze spadkiem testosteronu postępującym wraz z wiekiem
- impotencję psychogenną – związaną z kompleksami, lękiem czy nastawieniem zadaniowe do współżycia
- impotencję mieszaną – stanowiącą ok. 1/3 przypadków i będącą kombinacją różnych z wyżej wymienionych przyczyn.

### Przyczyny
Wśród przyczyn wymienia się między innymi:
- czynniki psychogenne(10,4% przypadków)[3]
  - stres
  - szkodliwe uzależnienia (alkohol, amfetamina, kokaina, heroina, morfina)
  - palenie papierosów
- czynniki organiczne (somatyczne)
  - wiek (30% przypadków)[3] – andropauza, choroby układu krążenia (miażdżyca, niewydolność serca, tętniaki)
  - cukrzyca (40% przypadków)[3] – neuropatie i angiopatie
  - niektóre choroby neurologiczne (18% przypadków)[3] – SLA, tetraplegia, paraplegia, zaawansowana postać SM
  - choroby serca i nadciśnienie tętnicze (54% przypadków)[3]
  - depresję
  - polineuropatię
  - chorobę Peyroniego
  - zabiegi operacyjne (13% przypadków)[3] – prostatektomia, cystektomia, operacje aorty
  - urazy i choroby rdzenia kręgowego (8% przypadków)[3]
  - zaburzenia endokrynologiczne (6% przypadków)[3] – akromegalia, hipogonadyzm, nadczynność tarczycy
  - stwardnienie rozsiane (3% przypadków)[3]
- wady rozwojowe
  - wady rozwojowe narządów płciowych (stulejka, spodziectwo, wierzchniactwo)
- niektóre leki
  - neuroleptyki, leki z grupy SSRI, SNRI i inne.
  - leki hipotensyjne (obniżające ciśnienie krwi) – klonidyna, metyldopa, spironolakton
  - leki przeciwnowotworowe
  - leki diuretyczne (leki moczopędne).

### Leczenie farmakologiczne
Stosuje się szereg leków, które pozwalają zwalczać większość przypadków impotencji. Do najbardziej znanych zalicza się:
- inhibitory fosfodiestazy typu 5 – blokują enzym wyłączający wzwód (fosfodiesterazę typu 5), co zwiększa stężenie aktywatora wzwodu: cGMP
- agonisty receptorów dopaminergicznych i serotoninergicznych (np. L-dopa, apomorfina i ich pochodne) wywołują wzwód, ale ze względu na niepożądane działania ogólne oraz krótkotrwały efekt nie są popularne.
- leki hormonalne (androgeniczne) – podawane w wypadku deficytu androgenów wskutek fizjologicznego procesu starzenia się i wystąpienia schorzeń przysadki mózgowej, nadnerczy, czy tarczycy. Aplikowane doustnie, domięśniowo lub przezskórnie.
- leki podawane w formie wstrzyknięć do ciał jamistych prącia – wstrzykiwane w okolicę podstawy prącia po jednej ze stron (naprzemiennie i unikając wstrzykiwania w to samo miejsce), wymagają samodzielnej aplikacji każdorazowo przed stosunkiem.

Możliwym powikłaniem częstego podawania może być zwłóknienie ciał jamistych i skrzywienie prącia.
W przypadku impotencji najczęściej przepisywanymi preparatami leczniczymi są:
- awanafil (nazwa handlowa Spedra) – nowoczesny, wysoce selektywny, silny i odwracalny inhibitor PDE5, wykazuje działanie już po 20 min od doustnej aplikacji, które utrzymuje się do 6 godzin. Zalecane przyjęcie leku na 30 min przed stosunkiem.
- sildenafil (nazwy handlowe Viagra, Maxigra) – jeden z najstarszych obecnych na rynku inhibitorów PDE5, lek przyjmowany na 1-6 h przed planowanym aktem seksualnym, co powoduje utrzymanie się wzwodu od 30 do 60 minut
- tadalafil (nazwa handlowa Cialis) – przyjmowany minimum 30 minut przed planowanym stosunkiem, osiągający maksymalne stężenie w osoczu po około 2 godzinach od aplikacji
- wardenafil (nazwa handlowa Levitra) – silny, wybiórczy inhibitor PDE5, wskazane jest przyjęcie leku na 25-60 minut przed aktywnością seksualną.

Stosowane są też pochodne morfiny, m.in. apomorfina (nazwa handlowa Uprima). Medycyna alternatywna zaleca spożycie zielonej herbaty. W niektórych przypadkach zalecana jest też psychoterapia.

### Leczenie zabiegowe
U mężczyzn, u których impotencja ma przyczynę naczyniową, możliwe jest przeprowadzenie leczenia metodą RENOVA. W trakcie zabiegu RENOVA efekt terapeutyczny uzyskiwany jest za pomocą fal dźwiękowych o określonej częstotliwości i natężeniu. Fale dostarczane są do ciał jamistych prącia przez specjalny przetwornik. W trakcie zabiegu stymulowany jest proces angiogenezy (tworzenia nowych naczyń krwionośnych), co skutkuje poprawą ukrwienia prącia i tym samym poprawą potencji. Zabieg RENOVA jest bezbolesny i bezinwazyjny. Badania kliniczne przeprowadzone do tej pory wykazują, że metoda jest bezpieczna, cechuje się wysoką skutecznością i długotrwałym efektem terapeutycznym. U 82,5% pacjentów po terapii RENOVA zaobserwowano znaczącą poprawę w wynikach uzyskiwanych w teście IIEF-5 (od ang. 5-item version of the International Index of Erectile Function).
Najbardziej inwazyjną i  najbardziej skuteczną  metodą  leczenia  impotencji,  która  jest  oporna  na  leczenie  wyżej  wymienionymi  metodami jest implantacja protezy prącia. Istnieją  dwa  rodzaje  protez  prącia  półsztywne i  hydrauliczne. Skuteczność  leczenia  impotencji przy  użyciu  implantów to  92-100%.